# Тимофеево (Марий Эл)
Тимофеево (мар. Рушъял) — деревня в Советском районе Республики Марий Эл. Входит в состав Верх-Ушнурского сельского поселения.

## География
Находится в центральной части республики Марий Эл на расстоянии приблизительно 9 км по прямой на восток от районного центра посёлка Советский.

## История
Основана в конце XVIII века. Известна с 1802 года, как деревня с русским населением 28 душ. В 1836 году в 12 дворах проживали 119 человек, в 1909 году 361 человек. В 1940 году в деревне был 61 двор, проживали 240 человек. К 1965 году в деревне осталось 38 хозяйств, в 1985 — только 17 хозяйств. К 2002 году в деревне осталось 5 домов. В советское время работал колхоз «Трудовик».

## Население
Население составляло 9 человек (мари 56 %, русские 44 %) в 2002 году, 4 в 2010.